# Javier Rodrigo
Javier Rodrigo Sánchez (Zaragoza, España, 1977) es un historiador español especializado en el estudio de las guerras civiles, las políticas de violencia y sus relatos. Actualmente es catedrático en el Departamento de Historia Moderna y Contemporánea en la Universidad Autónoma de Barcelona. Ha sido beneficiario de una ayuda ICREA-Académia y de una Beca Leonardo https://www.redleonardo.es/ de la Fundación BBVA. 

## Biografía
Licenciado en Historia por la Universidad de Zaragoza (1999), realizó sus estudios de doctorado en el European University Institute de Florencia (2004). Ha ejercido como investigador post doctoral en la London School of Economics (2005) y la Universidad Nacional de Educación a Distancia (2006), así como profesor Juan de la Cierva en la Universidad de Zaragoza (2007-2010) y Ramón y Cajal en la Universidad Autónoma de Barcelona (2010-2015). Desde entonces ejerce como catedrático e imparte clases de grado y máster en la Facultad de Filosofía y Letras de la Universidad Autónoma de Barcelona.
Su trabajo se centra en la historia de las guerras civiles europeas, los fascismos y las violencias colectivas (y sus relatos) en perspectiva comparada. Es autor o coordinador de 20 libros y más de 140 artículos sobre la historia de los campos de concentración, la violencia masiva y la Guerra Civil Española, la Gran Guerra y la Guerra Total en Europa, sobre la intervención fascista italiana en España, sobre historiografía y sobre la historia global de las Guerras Civiles, entre otros.
Su reconocida labor como investigador le ha llevado a participar en diferentes proyectos y grupos de investigación y a ser distinguido en 2019 como investigador ICREA-Academia (Institució Catalana de Recerca i Estudis Avançats), fundación creada por la Generalidad de Cataluña que fomenta la excelencia académica en diferentes campos de estudio. Entre los proyectos que ha coordinado, destacan los programas europeos SO-CLOSE "Horizon 2020 Enhancing Social Cohesion through Sharing the Cultural Heritage of Forced Migrations", sobre el pasado y presente de las personas refugiadas, migradas o desplazadas forzosamente en Europa; y el proyecto WiRE "Women in Resistance: Reshaping the narratives on female resistance in Europe", para cambiar el imaginario colectivo sobre el papel de la mujer en la resistencia de movimientos en España, Italia, Polonia y Grecia.

## Publicaciones destacadas
Libros
- Rodrigo, Javier (2025), La guerra degenerada. Violencia y resistencias en la España de posguerra, Barcelona, Pasado&Presente.
- Rodrigo, Javier y Fuentes, Maximiliano (2022), Ellos, los fascistas. La banalización del fascismo y la crisis de la democracia, Madrid, Deusto.
- Rodrigo, Javier (2022), Generalísimo. Las vidas de Francisco Franco, 1892-2020, Barcelona, Galaxia Gutenberg.
- Rodrigo, Javier (2021), Fascist Italy in the Spanish Civil War, 1936-1939, Londres, Routledge.
- Rodrigo, Javier y Alegre, David (2019), Comunidades rotas. Una historia global de las guerras civiles, 1917-2017, Barcelona, Galaxia Gutenberg.
- Rodrigo, Javier (2017), Una historia de violencia. Historiografías del terror en la Europa del siglo XX, Barcelona y México DF, Anthropos y Universidad Autónoma Metropolitana.
- Rodrigo, Javier (2016), La guerra fascista. Italia en la Guerra Civil Española, 1936-39, Madrid, Alianza.
- Rodrigo, Javier (2013), Cruzada, Paz, Memoria. La Guerra Civil en sus relatos, Granada, Comares.
- Rodrigo, Javier (2008), Hasta la raíz. Violencia durante la Guerra Civil y la dictadura franquista, Madrid, Alianza.
- Rodrigo, Javier (2006), Vencidos. Violenza e repressione politica nella Spagna di Franco, Verona (Italia), Ombre Corte.
- Rodrigo, Javier (2005), Cautivos. Campos de concentración en la España franquista, 1936-1947, Barcelona, Crítica.
- Rodrigo, Javier (2003), Los campos de concentración franquistas. Entre la historia y la memoria, Madrid, Siete Mares

Libros editados o dirigidos
- Rodrigo, Javier y Fytili, Magda (eds.) (2023), Los perdedores de todas las guerras. Refugio, exilio y desplazamiento forzoso: España y Europa (1912-1951), Granada, Comares.
- Rodrigo, Javier (ed.) (2023), Posguerras civiles europeas, 1939-50: una historia comparada, Madrid, Marcial Pons.
- Rodrigo, Javier y Alonso, Miguel (eds.) (2021), Forced displacements: a European History, SO-CLOSE publication Series, Cracovia, Vila Decius
- Alonso, Miguel, Kramer, Alan y Rodrigo, Javier (eds.) (2019), Fascist Warfare, 1922-1945. Aggression, Occupation, Annihilation, Londres, Palgrave Macmillan.
- Alegre, David; Alonso, Miguel y Rodrigo, Javier (eds.) (2018), Europa desgarrada. Guerra, ocupación y violencia 1900-1950, Zaragoza, Prensas de la Universidad de Zaragoza.
- Morente, Francisco y Rodrigo, Javier (eds.) (2014), Tierras de Nadie. La Primera Guerra Mundial y sus consecuencias, Granada, Comares.
- Rodrigo, Javier (ed.) (2014), Políticas de la violencia. Europa siglo XX, Zaragoza, Prensas Universitarias de Zaragoza.
- Rodrigo, Javier y Santirso, Manuel (eds.) (2014), "La Guerra Civil española de 1936-39 en la nueva historia militar", Dossier de Revista Universitaria de Historia Militar, n. 6
- Ledesma, José Luis, Muñoz, Javier y Rodrigo, Javier (eds.) (2005), Culturas y políticas de la violencia. España siglo XX, Madrid, Siete Mares.
- Rodrigo, Javier (ed.) (2010), "Barbarie: los presupuestos del exterminio", Dossier de Historia Social, n. 66.
- Rodrigo, Javier (ed.) (2010), "El primer franquismo. Nuevas visiones", Dossier de Historia del Presente, n. 15.
- Rodrigo, Javier (ed.) (2009), "Retaguardia y cultura de guerra, 1936-1939", Dossier de Ayer, n. 76.
- Rodrigo, Javier y Ruiz Carnicer, Miguel Ángel (eds.) (2009), "Guerra Civil: las representaciones de la violencia", Monográfico de Jerónimo Zurita. Revista de Historia, n. 84.